# Maricsejka
A Maricsejka (ukránul: Марічейка) magashegyi tó Ukrajnában, az Ukrán-Kárpátokban, a Csornahorában. Ukrajna Ivano-frankivszki területének Verhovinai járásában, a Kárpátok Nemzeti Park déli részén található.
A Surin hegy északnyugati lejtője mellett helyezkedik el. A tó közelében, attól kb. 2 km-re északnyugatra található a 2028,5 m-es Pop Ivan hegycsúcs. A tóhoz legközelebb eső lakott település Javirnik falu.
Medrét gleccser alakította ki. A Csornahora második legnagyobb felszínű tava. A tó hossza 88 m, szélessége 45 m. Felülete kb. 1 hektár. A vízfelszín a tengerszint felett 1510 m-es magasságban van. A tó maximális mélysége 0,8 m. Partje alacsony, amelyet részben szubalpesi rét alkotja, részben hegyi fenyő borítja. A tó lefolyása egy patak, amely a Pohorelec folyóba ömlik.
A tó népszerű turistahely, amely a Sibenétől a Pop Ivanra vezető zöld jelzésű turistaút mentén fekszik.